# Fondation Prada
Pour les articles homonymes, voir Prada.
La Fondation Prada, en italien Fondazione Prada, est une fondation pour l'art contemporain établie en 1995 par Prada à partir d'un espace d'exposition créé en 1993 sous le nom de PradaMilanoArte dans le Quartier Prada à Milan. Elle est codirigée depuis son origine par Miuccia Prada et Patrizio Bertelli.

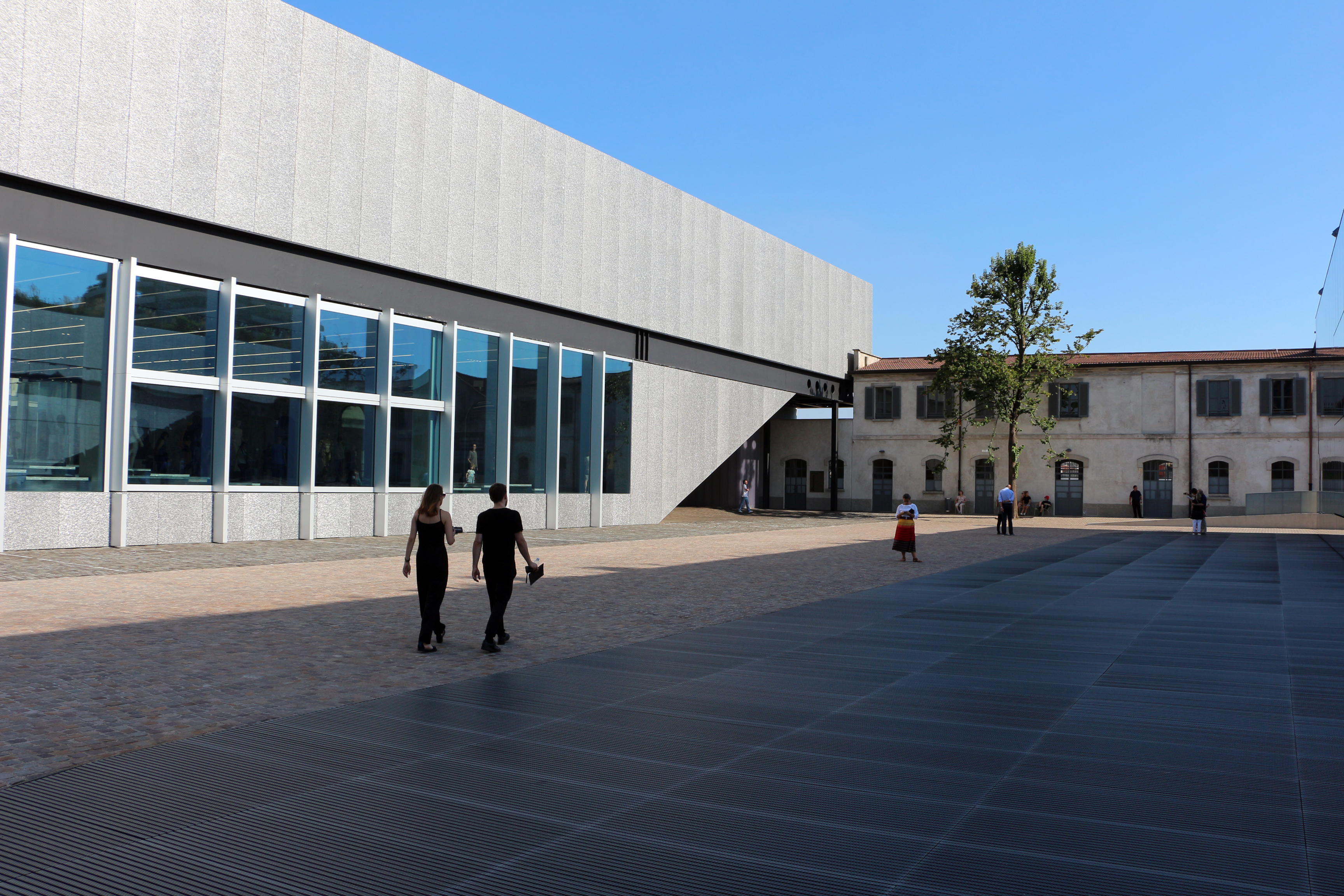
Fondazione Prada Milan.

La Fondazione Prada a présenté 24 expositions monographiques à Milan de 1993 à 2010, consacrées à des artistes tels que David Smith, Michael Heizer, Louise Bourgeois, Dan Flavin, Laurie Anderson, Walter De Maria, Francesco Vezzoli et Steve McQueen et a mis en place d’autres événements culturels, tels que festivals de cinéma, congrès de philosophie ou événements architecturaux.
Les projets menés par la fondation hors de chez elle ont été internationalement reconnus : «Double Club» de Carsten Höller (2008), à Londres, « Prada Transformer » par l’agence OMA (2009), à Séoul et « 24h Museum » de Francesco Vezzoli (2012), à Paris.
En 2011, la fondation a ouvert Ca’ Corner della Regina, un espace d’exposition situé dans un palais du XVIIIe siècle à Venise. Les expositions présentées à Ca’ Corner della Regina occupent les différents espaces du bâtiment et se déroulent conjointement aux travaux de rénovation en cours. L’espace a été inauguré avec une exposition réalisée à partir des collections de la fondation. Parmi les principales expositions qui y ont été présentées : « The Small Utopia. Ars Multiplicata » (2012), « When Attitudes Become Form: Bern 1969 / Venice 2013 » (2013), et « Art and Sound » (2014).
L’ouverture du nouvel espace de la fondation Prada à Milan a lieu le 9 mai 2015. Situé à Largo Isarco, au sud de Milan, le nouveau lieu de la fondation, une ancienne distillerie réaménagée dont l’architecture est réalisée par l’agence OMA – dirigée par l'architecte néerlandais Rem Koolhaas – comprend un centre d'art et des espaces d'exposition permanents avec une surface totale de 19 000 m2 .